# Каймакли

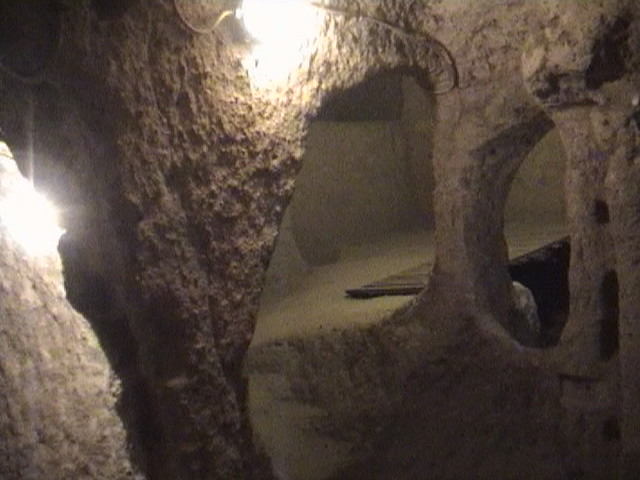
Печери Каймакли

Каймакли (тур. Kaymaklı — «з вершків») — це одне з найбільших підземних міст в долині Каппадокія на території сучасної Туреччини. Розташоване за 18 кілометрів від столиці провінції Невшехір. Було притулком для ранніх християн, які рятувалися втечею від релігійних переслідувань і навал арабів.
Місто являє собою систему тунелів і залів, видовбаних у м'якій вулканічній породі — туфі. Каймакли складається з 8 поверхів. Перший рівень був побудований ще хетами. Надалі, у періоди Римського і Візантійського правління площа штучних печер тільки збільшувалася, що в підсумку привело до утворення підземного міста.
Поверхи пов'язані між собою прямовисними вентиляційними колодязями з водоймами на дні. Входи в портали перекривалися за допомогою величезних кам'яних дисків. Для цього в центрі робився отвір, куди вставлявся опорний стрижень для перекочування диска, після чого його закріплювали перекладинами. Підземні притулку в основному складалися з двокімнатних «квартир», у яких за рахунок системи вентиляції підтримувалася постійна температура в +27 С °. У печерах також виявлено кухні, стайні, винний льох, каплиця з сповідальнею, складські приміщення для зберігання продовольства на кілька місяців. У стінах цього міста могли ховатися близько 15 000 людей.
Каймакли пов'язаний 9-кілометровим тунелем з іншим підземним містом Каппадокії — Дерінкую. Вони відкриті для туристів з 1964 року. Правда, з восьми рівнів Каймакли для огляду доступні лише чотири, на нижчих поверхах ведуться археологічні роботи.